# Darko Brlek
Darko Brlek, slovenski klarinetist in glasbeni menedžer, * 8. december 1964, Ptuj.
Leta 1988 je diplomiral na Akademiji za glasbo v Ljubljani, v razredu Mihaela Gunzka, izpopolnjeval pa se je na Visoki šoli za glasbo in upodabljajočo umetnost v Gradcu. 
Med študijem je prejel številne nagrade, med njimi Prešernovo nagrado Univerze v Ljubljani, pozneje pa je za umetniško ustvarjanje prejel še Bettetovo in Župančičevo nagrado. 
Med letoma 1991 in 1992 je bil direktor ljubljanske Opere, od leta 1992 pa je umetniški vodja in od leta 1995 direktor Festivala Ljubljana. Od leta 1997 je opravljal naloge podpredsednika Evropskega združenja festivalov s sedežem v Bruslju, ki združuje več kot 100 največjih evropskih festivalov, od leta 2005 pa je predsednik združenja. Bil je med ustanovitelji Slovenske kulturniške zbornice in njen prvi predsednik. Bil je član Sveta za kulturo pri Vladi R Slovenije, od leta 1996 je član društva ISPA (International Society for the Performing Arts) s sedežem v New Yorku, opravlja drugi mandat predsednika strokovnega sveta Slovenskega narodnega gledališča v Mariboru in drugi mandat člana Sveta za radiodifuzijo R Slovenije. Je tudi eden od ustanoviteljev Evropske hiše za kulturo v Bruslju. 
Brlek stalno deluje tudi kot klarinetist, sodeluje z različnimi svetovnimi orkestri in je član komornega ansambla Trio Luwigana.

## Zasebno
Njegova pastorka je violinistka Lana Trotovšek, hči njegove prve žene. Ima še sina in hčer.